# Josef Scheiner (Theologe)
Josef Scheiner (auch Joseph; * 13. März 1798 in Böhmisch-Leipa; † 12. August 1867 in Wien) war ein römisch-katholischer Geistlicher, Theologe und Hochschullehrer.

## Leben
Scheiner war Sohn eines Zinngießers. Er studierte zunächst von 1815 bis 1817 Philosophie an der Universität Prag, bevor er an das Priesterseminar von Leitmeritz wechselte. Dort empfing er am 24. August 1821 die Priesterweihe. Anschließend ging er zu weiteren Studien an die katholische höhere Lehranstalt Frintaneum in Wien. 1824 wurde er schließlich von der Universität Wien zum Doktor der Theologie promoviert. Noch im selben Jahr kehrte er nach Leitmeritz zurück und wurde dort zum Professor für Altes Testament und orientalische Sprachen ernannt.
Scheiner folgte bereits 1827 einem Ruf zurück nach Wien. Dort wurde er mit der Ernennung vom 10. Oktober 1827 Hofkaplan sowie Studiendirektor am Frintaneum. 1832 wurde Scheiner zunächst provisorischer, zum 28. April 1833 dann ordentlicher Professor für Altes Testament und semitische Sprachen an der Universität Wien. In den akademischen Jahren 1832/33 und 1852/53 bekleidete er das Amt des Dekans der Theologischen Fakultät und 1854/55 war er schließlich Rektor der Universität.
Scheiner hatte neben seiner Lehrtätigkeit diverse weitere Ämter inne. So war er vom 3. Oktober 1836 bis 1848 k.k. Zensor für theologische Werke, 1855 wurde er Domherr am Wiener Stephansdom sowie fürsterzbischöflicher Konsistorialrat und zudem Kommissar für die katholischen Lehranstalten am Stift Klosterneuburg und Stift Heiligenkreuz sowie gleichzeitig für die Wiener Gymnasien und Realschulen. Daneben wurde er als Berater für das k.k. Unterrichtsministerium aktiv. Die Reform des theologischen Studiums in Österreich wurde teilweise auf Grundlage seines Gutachtens durchgeführt. Ab 1863 wurde er beratendes Mitglied des k.k. Unterrichtsrates für Angelegenheiten der Theologie. 1866 bekam er schließlich die Stellung des Domkantors am Stephansdom zugesprochen.
Scheiner erhielt diverse Ehrungen für sein vielseitiges Wirken. Darunter verlieh ihm die Universität Prag 1848 die Ehrendoktorwürde (Dr. theol. h. c.).

## Werke (Auswahl)
Scheiner war vielfältig an Periodika beteiligt. So war er Redaktionsmitglied der Neuen theologischen Zeitschrift, 1850 Mitgründer und Mitherausgeber der Zeitschrift für die gesammte katholische Theologie und 1862 Mitbegründer der Oesterreichischen Vierteljahrsschrift für katholische Theologie. Seine Publikationstätigkeit beschränkte sich daher auch hauptsächlich auf Zeitschriftenbeiträge.
- Die Insignien des Priesterthums. Predigt zur Primizfeier. 1845.
- Die Religionsvorträge an den Gymnasien. 1848.
- Bilder aus dem Leben des hl. Severin. 1863.